# Salchicha de desayuno

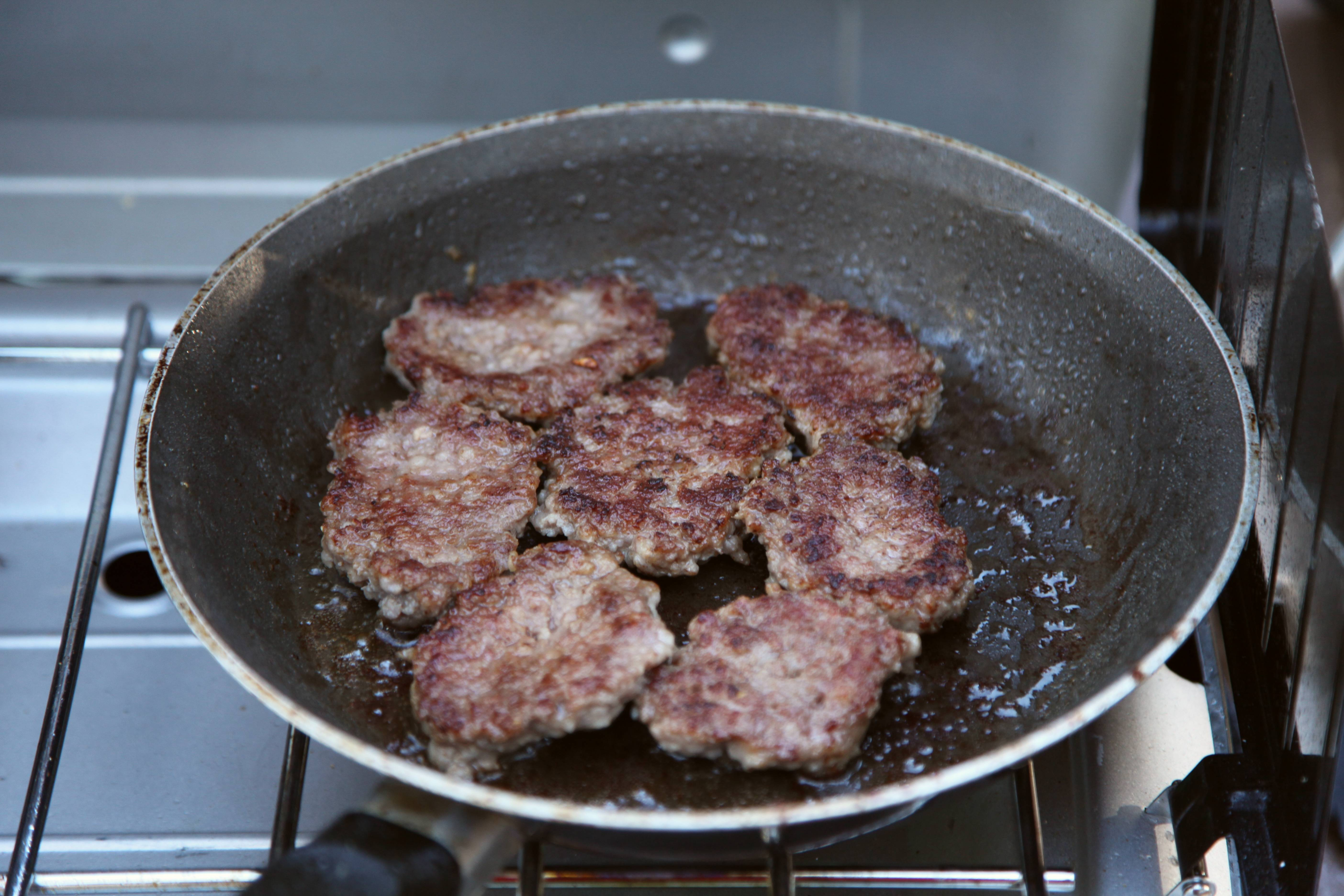
Salchicha de desayuno en una cocina de camping.

La salchicha de desayuno es un tipo de carne de cerdo servido en el desayuno en los Estados Unidos. Es un desayuno común en los desayunos estadounidenses, ya que se originó como una manera para que los agricultores hagan uso de la cantidad de su ganado (por lo general cerdos).
También hay variedades vegetarianas que utilizan texturas vegetales con proteínas en lugar de carne. En Estados Unidos, las especias predominantes utilizadas para sazonar son la pimienta y la salvia, aunque hay variedades con pimienta de cayena, o incluso jarabe de arce. Algunas salchichas se saborizan con jamón serrano.